# Super Bowl XXII
Der Super Bowl XXII war der 22. Super Bowl, das Endspiel der Saison 1987 der National Football League (NFL). Am 31. Januar 1988 gewannen die Washington Redskins zum zweiten Mal nach dem Super Bowl XVII die Vince Lombardi Trophy. Für die Denver Broncos war es die zweite Super-Bowl-Niederlage in Folge.
Zum Super Bowl MVP wurde der Quarterback der Redskins, Doug Williams, gewählt.

## Super-Bowl-XXII-Hintergründe
Die NFL-Saison 1987 musste durch einen Streik auf 15 Spiele verkürzt werden. Die Washington Redskins beendeten die Regular Season mit einer Bilanz von 11-4 als Meister der NFC East und waren für die Playoffs der NFC an Nummer drei gesetzt. Nach Siegen gegen die Chicago Bears und die Minnesota Vikings stand das Team um den Quarterback Doug Williams im Super Bowl. Doug Williams war der erste afroamerikanische Quarterback, der sein Team in den Super Bowl führen konnte.
Die Denver Broncos erreichten eine Bilanz von 10-4-1. Damit wurden sie Meister der AFC West und waren die beste Mannschaft der AFC. In den beiden Playoffbegegnungen konnten die Houston Oilers und die Cleveland Browns bezwungen werden.
Mit Markus Koch in der Abwehr der Redskins gewann der erste deutsche Feldspieler einen Super Bowl.

## Scoring
- 1st Quarter
  - DEN – TD: Ricky Nattiel 56 Yard Pass von John Elway (Rich Karlis Kick) 7:0 DEN
  - DEN – FG: Rich Karlis 24 Yards 10:0 DEN
- 2nd Quarter
  - WAS – TD: Ricky Sanders 80 Yard Pass von Doug Williams (Ali Haji-Sheikh Kick) 10:7 DEN
  - WAS – TD: Gary Clark 27 Yard Pass von Doug Williams (Ali Haji-Sheikh Kick) 14:10 WAS
  - WAS – TD: Timmy Smith 58 Yard Lauf (Ali Haji-Sheikh Kick) 21:10 WAS
  - WAS – TD: Ricky Sanders 50 Yard Pass from Doug Williams (Ali Haji-Sheikh Kick) 28:10 WAS
  - WAS – TD: Clint Didier 8 Yard Pass from Doug Williams (Ali Haji-Sheikh Kick) 35:10 WAS
- 3rd Quarter
- 4th Quarter
  - WAS – TD: Timmy Smith 4 Yard Lauf (Ali Haji-Sheikh Kick) 42:10 WAS

## Spielverlauf

### Erste Halbzeit
Die Denver Broncos konnten durch einen Touchdown von Ricky Nattiel nach einem 56 Yard Pass von John Elway, einem anschließenden Extrapunkt und einem Fieldgoal im ersten Viertel früh mit 10 Punkten in Führung gehen. Die Redskins fanden erst im zweiten Viertel ins Spiel als Doug Williams nach einer Verletzungspause wieder die Angriffe der Redskins dirigieren konnte. Williams gelangen vier Touchdown Pässe. Zudem konnte Timmy Smith einen 58 Yard Lauf mit einem Touchdown abschließen.

### Zweite Halbzeit
In der zweiten Halbzeit beschränkten sich die Redskins auf die Verteidigung ihres Vorsprungs. Im letzten Viertel konnten sie noch einen weiteren Touchdown zum 42:10 Endstand erzielen.

## Startaufstellungen
| Washington       | Position | Position | Denver           |
| ---------------- | -------- | -------- | ---------------- |
| Offense          |          |          |                  |
| Gary Clark       | WR       | WR       | Mark Jackson     |
| Joe Jacoby       | LT       | LT       | Dave Studdard    |
| Raleigh McKenzie | LG       | LG       | Keith Bishop     |
| Jeff Bostic      | C        | C        | Mike Freeman     |
| R. C. Thielemann | RG       | RG       | Stefan Humphries |
| Mark May         | RT       | RT       | Ken Lanier       |
| Clint Didier     | TE       | TE       | Clarence Kay     |
| Ricky Sanders    | WR       | WR       | Ricky Nattiel    |
| Doug Williams    | QB       | QB       | John Elway‡      |
| Don Warren       | TE       | FB       | Gene Lang        |
| Timmy Smith      | RB       | RB       | Sammy Winder     |
| Defense          |          |          |                  |
| Charles Mann     | LE       | LE       | Andre Townsend   |
| Dave Butz        | LT       | NT       | Greg Kragen      |
| Darryl Grant     | RT       | RE       | Rulon Jones      |
| Dexter Manley    | RE       | LOLB     | Simon Fletcher   |
| Mel Kaufman      | LLB      | LILB     | Karl Mecklenburg |
| Neal Olkewicz    | MLB      | RILB     | Ricky Hunley     |
| Monte Coleman    | RLB      | ROLB     | Jim Ryan         |
| Darrell Green‡   | LCB      | LCB      | Mark Haynes      |
| Barry Wilburn    | RCB      | RCB      | Steve Wilson     |
| Alvin Walton     | SS       | SS       | Dennis Smith     |
| Todd Bowles      | FS       | FS       | Tony Lilly       |
| Special Teams    |          |          |                  |
| Ali Haji-Sheikh  | K        | K        | Rich Karlis      |
| Steve Cox        | P        | P        | Mike Horan       |

Legende:
| ! | = spätere Hall of Famer |